# Sons of Gwalia
Sons of Gwalia fue una compañía minera de Australia Occidental que extraía oro, tantalio, espodumena, litio y estaño. Fue el tercer mayor productor de oro de Australia y también controló más de la mitad de la producción mundial de tantalio, antes de entrar en administración en agosto de 2004 tras un colapso financiero.

## Historia

### Primera y segunda encarnaciones
El original, Sons of Gwalia G.M. Co. fue formado en 1897 por George William Hall, el principal inversor William Pritchard Morgan y otros para poseer y operar la mina Sons of Gwalia, que había sido descubierta en marzo de 1896 por los buscadores A. Glendinning, Jack Carlson y Frank White, que la habían nombrado en honor a la patria galesa del financiador del sindicato, el tendero coolgardie Thomas Tobias. La mina dio su nombre a la ciudad adyacente de Gwalia.
En mayo de 1897, Herbert Hoover, Gerente e Ingeniero de Inspección de la London and Western Australian Exploration Company, un asociado de la firma de gestión británica Bewick, Moreing &Co., inspeccionó la operación Sons of Gwalia y recomendó la adquisición de la mina.
La London and West Australian Exploration Company adquirió la propiedad Sons of Gwalia el 17 de noviembre de 1897, y Bewick Moreing &Co lanzó Sons of Gwalia, Limited en la Bolsa de Londres en enero de 1898. Hoover fue nombrado Superintendente de los Hijos de la Mina Gwalia y lo administró de mayo a noviembre de 1898 antes de pasar a China. Más tarde se convertiría en el 31.er Presidente de los Estados Unidos (1929–1933).
La mina funcionó continuamente hasta 1963, cuando cerró y Sons of Gwalia, Limited fue liquidada.

#### Geología
La mineralización del oro se produjo en el esquisto de la mina, que tenía hasta 150 m de espesor. Los cuerpos de mineral lenticular ocurrieron en este esquisto, con la extremidad oriental llamada Lode Principal sumergiéndose 45 grados hacia el este, y la extremidad occidental llamada West Lode sumergiéndose 38 grados hacia el este, ya que la expresión superficial era herradura en forma de herradura hundiéndose hacia el sur en un ángulo de 70 grados. El esquisto de la mina está entre corchetes por una pared colgante de basalto y una pared de pie de roca ultramafica. La pirita era la más común de los minerales de sulfuro en el cuerpo. El sistema gwalia lode fue desarrollado hasta 1750 m.

### Tercera encarnación
Sons of Gwalia NL se constituyó en agosto de 1981. Emitió su folleto público inicial en 1983 para recaudar 2,5 millones de dólares en la Bolsa de Valores de Perth (más tarde en la Bolsa de Valores de Australia).
En 1998, la compañía cerró su laverton Gold Mine, que vendió a Focus Technologies Limited (más tarde Focus Minerals Limited) por 2,68 millones de dólares australianos en julio de 2002.
La compañía nombró a Mark Cutifani, bien considerado en la industria minera, como director general el 13 de marzo de 2000.
El 4 de septiembre de 2000, un vuelo a la mina Gwalia con siete empleados de SGW no aterrizó, en lugar de continuar a Burketown, donde finalmente se estrelló, después de haberse quedado sin combustible. El piloto y los siete pasajeros del avión murieron.
En febrero de 2001, la compañía anunció que había consolidado sus operaciones de Southern Cross, adquiriendo el 30% restante de la mina de oro Yilgarn Star que no poseía y fusionando la operación con Marvel Loch, cerrando la fábrica Yilgarn Star. También adquirió otros intereses en la región en esta transacción.
El 23 de agosto de 2001, SGW hizo una oferta de adquisición por Pacmin Mining, propietaria de la mina de oro Carosue Dam y la mina de oro Tarmoola, valorada en 159 millones de dólares. Al cierre de la oferta el 16 de octubre de 2001, SGW poseía el 98,9% de todas las acciones de Pacmin y procedía a la adquisición obligatoria. En retrospectiva, la compra de Pacmin y Tarmoola fue vista como muy costosa, especialmente a la luz de las amortizaciones de reservas de oro y las dificultades operativas en la mina de Tarmoola.
A principios de 2003, la compañía comenzó a mostrar signos de estar preocupada. Tuvo que negar los informes de UBS Warburg el 13 de febrero de 2003 de que uno de sus banqueros de inversión había retirado el apoyo. Al día siguiente, el director general Mark Cutifani, en un movimiento sorpresa, renunció a su cargo. En julio de 2003, la compañía anunció los resultados de una reestructuración, destinada a mejorar el rendimiento de SGW. En octubre de ese año, la compañía recaudó con éxito 63 millones de dólares A mediante la emisión de nuevas acciones.
Casi un año después de la renuncia de Mark Cutifani, John Leevers fue nombrado director general de la compañía desde el 27 de enero de 2004. En abril de 2004, el presidente de la compañía, Peter Lalor, y su hermano Chris, un director ejecutivo, después de haber fundado la compañía 22 años antes, renunciaron a sus cargos en el consejo. John Leevers fue nombrado director general y ceo.
La compañía entró en administración en agosto de 2004 tras un colapso financiero, con deudas superiores a los 800 millones de dólares después de sufrir la caída de las reservas de oro y las pérdidas de cobertura. Sons of Gwalia fue el tercer mayor productor de oro de Australia y también controló más de la mitad de la producción mundial de tantalio.
En marzo de 2005, la compañía vendió sus operaciones mineras de oro, que consistían en la mina de oro Marvel Loch, la mina de oro Gwalia, la mina de oro Carosue Dam y la mina de oro Tarmoola, a St Barbara Mining Limited por 38 millones de dólares australianos. Talison Minerals pagó 205 millones de dólares para comprar el negocio de tantalio De Wodgina y Greenbushes de Sons of Gwalia, pero cerró temporalmente Wodgina debido a la caída de los precios del tantalio. La mina reabrió, pero cerró de nuevo después de menos de un año.
En una decisión histórica, los accionistas de Sons of Gwalia recibieron el mismo estatus que los acreedores no accionarios el 27 de febrero de 2006 porque la compañía incumplió las obligaciones de divulgación continua o las engañó sobre su situación financiera. El 29 de agosto de 2006, Sons of Gwalia (SGW) fue desoscrita de la Bolsa de Valores de Australia.
El 4 de septiembre de 2009, los antiguos auditores de Sons of Gwalia, Ernst &Young, acordaron un acuerdo de 125 millones de dólares por su papel en el colapso de la minera de oro. Ferrier Hodgson, administrador de la compañía, había afirmado que Ernst &Young fue negligente por la contabilidad de contratos de cobertura de oro y dólares. Se espera que los 178 millones de dólares de activos ayuden a poner fin a la administración de larga duración en diciembre de 2009.
In addition to the $125 million from E & Y, SoG's former directors the Lalor brothers, agreed to a $53 million settlement over their role in the company's collapse.

## Producción
Cifras anuales de producción de la empresa:

### Tantalio
| Año         | Producción                    |
| 1997-98     | 877,281 lb (397,9 kg)         |
| 1998-99     |                               |
| 1999-2000   | 1 111 967 lb (504 379,3 kg)   |
| 2000-01     | 1 625 364 lb (737 252,1 kg)   |
| 2001-02     | 2 138 841 lb (970 161,2 kg)   |
| 2002-03[36] | 2 193 792 lb (995 086,5 kg)   |
| 2003-04     | 2 290 000 lb (1 038 725,7 kg) |
| 2004-05     |                               |